# لايلي وليامز
لايلي وليامز (بالإنجليزية: Lyle Williams)‏ هو سياسي أمريكي، ولد في 23 أغسطس 1942 في فيلبي في الولايات المتحدة، وتوفي في 7 نوفمبر 2008 في يونغزتاون في الولايات المتحدة. حزبياً، نشط في الحزب الجمهوري. وقد انتخب عضو مجلس النواب الأمريكي.